# Bertrand Brial
Bertrand Brial (* 2. November 1979) ist ein neukaledonischer Fußballschiedsrichterassistent.
Seit 2014 steht Brial auf der Liste der FIFA-Schiedsrichter und ist an der Spielleitung internationaler Fußballspiele beteiligt.
Brial war unter anderem bei der Ozeanienmeisterschaft 2016 in Papua-Neuguinea und der U-20-Weltmeisterschaft 2017 in Südkorea im Einsatz.
Zudem wurde er als Schiedsrichterassistent von Norbert Hauata für die Weltmeisterschaft 2018 in Russland nominiert; die beiden blieben jedoch ohne Einsatz als Schiedsrichtergespann.